# 甲状頚動脈
甲状頚動脈（こうじょうけいどうみゃく、thyrocervical trunk）は、鎖骨下動脈 (subclavian artery) の第二枝である。鎖骨下動脈第一枝は椎骨動脈 (vertebral artery) 。

## 枝
甲状頚動脈は頸部の筋と臓器を栄養する枝を出す。下甲状腺動脈 (inferior thyroid artery) 、頸横動脈 (transverse cervical artery) 、上行頸動脈 (ascending cervical artery) の三本である。